# Хансен, Эли
Э́ли Ха́нсен (фар. Eli Hansen; род. 17 октября 2005 года в Тофтире, Фарерские острова) — фарерский футболист, полузащитник клуба «Б68».

## Карьера
Эли — воспитанник тофтирского футбола. 30 апреля 2022 года он провёл свой первый матч за вторую команду «Б68», заменив Хильмара Хёйгора на 76-й минуте поединка второго дивизиона с третьим составом «07 Вестур». 26 мая полузащитник открыл счёт голам в карьере, поразив ворота «Сувуроя». Всего в дебютном сезоне Эли принял участие в 14 встречах второй лиги и отметился в них 2 забитыми мячами, а «Б68 II» выиграл турнир. В сезоне-2023 он провёл 14 игр за вторую команду тофтирцев в первом дивизионе. В 2024 году Эли продолжил выступления за «Б68 II», параллельно привлекаясь к тренировкам и матчам основного состава. 23 июня состоялся его дебют как игрока «Б68» в фарерской премьер-лиге: полузащитник вышел на замену на 83-й минуте вместо Бриана Якобсена в матче против «Вуйчингура».

## Достижения
«Б68 II»
- Победитель второго дивизиона (1): 2022

## Личная жизнь
Эли — сын известного фарерского футболиста Петура Ханса Хансена-старшего. Петур Ханс на протяжении всей своей карьеры выступал за «Б68», трижды становился чемпионом Фарерских островов, а в 1983 году стал лучшим бомбардиром первенства архипелага.